# ألبرتو أورتيغا مارتين
ألبرتو أورتيغا مارتين (بالإسبانية: Alberto Ortega Martín) هو كاهن كاثوليكي ودبلوماسي إسباني، ولد في 14 نوفمبر 1962 في مدريد في إسبانيا.